# Lecomtedoxa klaineana
Lecomtedoxa klaineana là một loài thực vật có hoa trong họ Hồng xiêm. Loài này được (Pierre ex Engl.) Pierre ex Dubard mô tả khoa học đầu tiên năm 1915.